# ベトナム人民軍総司令部
ベトナム人民軍総司令部（ベトナムじんみんぐんそうしれいぶ、ベトナム語: Bộ Tổng Tư lệnh Quân đội Nhân dân Việt Nam）は、1946年から1975年まで存在したベトナム民主共和国の全軍隊（武装力量）の最高司令機関である。

## 組織前身
独立間もないベトナム政府は、旧宗主国フランスとの戦争を想定し、1946年3月2日に全国抗戦委員会 (Ủy ban Kháng chiến toàn quốc) を創設し、主席にヴォー・グエン・ザップ、副主席にヴー・ホン・クアインを選出した。
委員会は1946年5月6日、ホー・チ・ミン政府主席の主席令第60号により、軍事委員会 (Quân sự Ủy viên Hội) へ改名され、略して軍委会 (Quân ủy hội) と呼ばれた。軍事委員会は総務局、参謀局、政治局、総指揮局、越仏軍事連絡検査委員会（蔣介石軍の撤退により任務を引き継いだ）から構成された。
1946年10月28日から11月9日の第1期国会第2回会議は、国防省と軍事委員会を統合し、国防省および総指揮職の創設を決定した。これにより、ヴォー・グエン・ザップ国防大臣は、全国軍総指揮官を兼務することになった。

## 歴史
こうして1946年11月、ベトナム国家軍総指揮部 (Bộ Tổng Chỉ huy Quân đội Quốc gia Việt Nam) が誕生した。
1947年4月、党中央幹部会議におけるゲリラ戦・運動戦への移行決定、および国防省による18歳から45歳までの国民の自衛組織（民兵）への参加通知にともない、国家軍・自衛民兵総指揮部 (Bộ Tổng Chỉ huy Quân đội Quốc gia và dân quân tự vệ) へと改名された。主席令第47号によれば、総指揮部は総参謀部（1945年9月7日設立）、政治局（1945年9月設立）、情報局（1947年3月20日設立）、官房、軍訓局（1946年3月25日設立）、監査局、民兵局（1947年2月12日に民兵房が設立、1948年1月改組）から構成された。
1948年4月、国家軍・自衛民兵総指揮部はベトナム国家軍・民兵総指揮部 (Bộ Tổng Chỉ huy Quân đội Quốc gia và dân quân Việt Nam) へ改名された。
1949年3月12日の国家主席令第14号により、ベトナム国家軍・民兵総指揮部はベトナム国家軍・民兵総司令部 (Bộ Tổng Tư lệnh Quân đội Quốc gia và dân quân Việt Nam) へ改名した。1950年7月時点で、総司令部は総参謀部、政治総局、供給総局、監査団、及び官房から構成された。
1954年9月、ベトナム国家軍・民兵総司令部はベトナム人民軍総司令部 (Bộ Tổng Tư lệnh Quân đội Nhân dân Việt Nam) へ改名された。そして1975年、ベトナム戦争の終結とともに、ベトナム人民軍総司令部は活動を終了した。
これらの期間、ヴォー・グエン・ザップ大将は一貫して総司令部の唯一の指導者であり、元来は「総指揮官」(Tổng Chỉ huy) と呼ばれ、1949年から「総司令官」(Tổng Tư lệnh) と呼ばれた。